# Championnat de Malte de football 1961-1962
Navigation
Saison précédente Saison suivante
La saison 1961-1962 de First Division Maltaise était la quarante-septième édition de la première division maltaise.
Lors de cette saison, le Paola Hibernians FC a tenté de conserver son titre de champion face aux sept meilleurs clubs maltais lors d'une série de matchs se déroulant sur toute l'année.
Les huit clubs participants au championnat ont été confrontés à deux reprises aux sept autres.
C'est le Floriana FC qui a été sacré champion de Malte pour la dix-neuvième fois.
Une seule place était qualificative pour les compétitions européennes, la deuxième place étant celles du vainqueur du Trophée Rothman 1961-1962.

## Qualifications en coupe d'Europe
À l'issue de la saison, le champion a participé au tour préliminaire de la Coupe des clubs champions 1962-1963.
Le vainqueur du Trophée Rothman a pris la place pour la Coupe des coupes 1962-1963.

## Les huit clubs participants
| Club                | Stade             | Capacité | Ville      |
| ------------------- | ----------------- | -------- | ---------- |
| Birkirkara-Luxol    | Infetti Ground    | 2 000    | Birkirkara |
| Floriana FC         | -                 | -        | Floriana   |
| Hamrun Spartans     | Victor Tedesco    | 6 000    | Hamrun     |
| Paola Hibernians FC | Hibernians Ground | 8 000    | Paola      |
| Sliema Wanderers FC | Guze Fava Ground  | 4 000    | Sliema     |
| St. George's FC     | -                 | -        | Bormla     |
| St. Patrick FC      | -                 | -        | Zabbar     |
| La Vallette FC      | -                 | -        | La Valette |

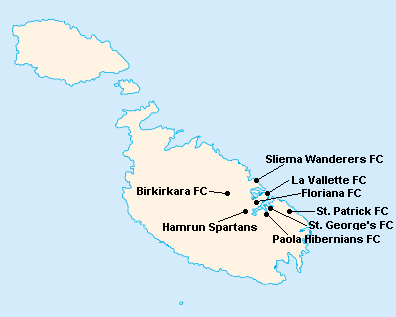
Localisation des clubs engagés dans le championnat.

L'île de Malte étant relativement petite, les clubs évoluent tous au stade National Ta'Qali (17 400 places). Certain cependant ont leur propre enceinte qu'ils peuvent éventuellement utiliser.

## Compétition

### Classement
| Rang | Équipe                      | Pts | J  | G  | N | P  | Bp | Bc | Diff |
| ---- | --------------------------- | --- | -- | -- | - | -- | -- | -- | ---- |
| 1    | Floriana FC                 | 28  | 14 | 14 | 0 | 0  | 43 | 10 | +33  |
| 2    | La Vallette FC              | 24  | 14 | 12 | 0 | 2  | 38 | 10 | +28  |
| 3    | Sliema Wanderers FC         | 17  | 14 | 7  | 3 | 4  | 25 | 20 | +5   |
| 4    | Paola Hibernians FC (T) (C) | 13  | 14 | 5  | 3 | 6  | 27 | 21 | +6   |
| 5    | Hamrun Spartans             | 10  | 14 | 3  | 4 | 7  | 21 | 28 | -7   |
| 6    | Birkirkara FC (P)           | 9   | 14 | 4  | 1 | 9  | 19 | 40 | -21  |
| 7    | St. George's FC             | 7   | 14 | 3  | 1 | 10 | 15 | 28 | -13  |
| 8    | St. Patrick FC              | 4   | 14 | 1  | 2 | 11 | 13 | 44 | -31  |

| Légende : Qualifications et relégations | Légende : Qualifications et relégations                                                     |
| --------------------------------------- | ------------------------------------------------------------------------------------------- |
|                                         | Coupe des clubs champions 1962-1963 (Tour préliminaire)                                     |
|                                         | Coupe des coupes 1962-1963 (Tour préliminaire)                                              |
|                                         | Relégation en Second Division Maltaise                                                      |
|                                         | (T) : Tenant du titre 1960-1961 (P) : Promu en 1960-1961 (C) : Vainqueur du Trophée Rothman |

## Bilan de la saison
| Tableau d'Honneur       |                     |
| Compétition             | Vainqueur           |
| First Division Maltaise | Floriana FC         |
| Trophée Rothman         | Paola Hibernians FC |

| Qualifications européennes 1962-1963 |                     |
| Coupe des clubs champions            | Qualifiés           |
| Tour préliminaire                    | Floriana FC         |
| Coupe des coupes                     | Qualifiés           |
| Tour préliminaire                    | Paola Hibernians FC |

| Promotions et relégations            |                |
| Relégués en Second Division Maltaise | St. Patrick FC |
| Promus de Second Division Maltaise   | Rabat FC       |